# Corps subtils
L'ésotérisme occidental et certaines traditions religieuses orientales évoquent l'existence de corps subtils ou corps psychiques, « enveloppes suprasensibles » non perceptibles par les organes sensoriels humains. Certaines personnes prétendument dotées de capacités de perceptions extra-sensorielles disent « voir » ces corps subtils et décrypter les informations qu'ils contiennent.
Il existerait un certain nombre de « corps subtils » : corps éthérique, corps astral, corps causal, enveloppes-écho, etc., leur nombre et leurs dénominations variant d'une école à l'autre et n'ayant pas toujours la même signification. Certains corps subtils seraient également le siège de « centres subtils » comme les chakras, le centre Hara, la kundalinî, et parcourus par des courants d' « énergie » correspondant à leur nature, comme les nâdî du yoga ou les méridiens en acupuncture. Ces corps sont parfois considérés comme les éléments d'un septénaire quand on y inclut le corps matériel.
La médecine traditionnelle chinoise et particulièrement l'acupuncture sont fondées sur l'hypothèse de leur existence. Le parapsychologue Rupert Sheldrake postule l'existence de champs morphiques ou morphogéniques qui se rapprochent de la définition des corps subtils.

## Historique de la notion de corps subtil

### Égypte
Selon l'auteur Valéry Sanfo, il serait possible de superposer la notion de corps subtils avec la composition de l'être dans l'Égypte antique : "Nous pouvons considérer :
1. Le ka comme correspondant au corps doublé éthéré ;
2. Le ba corps astral ;
3. Le chu au corps mental supérieur ou corps causal."[2]

### Inde
Dans l'hindouisme, en particulier dans certaines Upanishad, dans le Yoga et dans le Védânta, mention est faite de plusieurs "fourreaux", "gaines", "enveloppes" (koshas) dans divers "corps" (sharîra), avec pour noyau le soi personnel (Jivatman).
On compte dans trois corps de base (I grossier, II subtil, III causal), cinq enveloppes (1 grossier, 2 vital, 3 mental, 4 intellectif, 5 de béatitude) et le soi.
- [I] Le corps grossier (sthûla-sharîra), c'est-à-dire l'organisme physique, ne contient qu'une enveloppe : 
  - [1] l'enveloppe de nutriment (annamaya-kosha), autrement dit le corps physique, grossier ;
- [II] le corps fin ou subtil (sûkshma-sharîra) contient trois enveloppes : 
  - [2] l'enveloppe d'énergie vitale (prânamaya-kosha),
  - [3] l'enveloppe mentale (manomaya-kosha),
  - [4] l'enveloppe de l'intellect (vijñânamaya-kosha) ;
- [III] le corps causal (kârana-sharîra) contient 
  - [5] l'enveloppe de béatitude ou de la félicité (ânandamaya-kosha).
- Au centre : [6] le Soi (âtman).

Dans la Taittiriya Upanishad [VIIe s. av. J.-C.] on trouve la description des cinq kosha qui enveloppent l' âtman.
1. La première enveloppe en partant de l'extérieur est appelée annamaya-kosha, l'enveloppe grossière ou nourricière.
2. La seconde, prânamaya-kosha, est l'enveloppe vitale ou subtile ; c'est elle qui anime et unit le corps et l'esprit ; la manifestation la plus grossière en est la respiration.
3. La troisième, celle de la pensée, manomaya-kosha, reçoit toutes les impressions enregistrées par les sens.
4. La quatrième, vijñânamaya-kosha, l'enveloppe de l'intelligence, comporte les facultés de discrimination et la volition.
5. La cinquième s'appelle ânandamaya-kosha, l'enveloppe de la félicité, car c'est en elle que l'homme est le plus proche de l' âtman. (...)

Sûkshma-sharîra [corps fin, subtil] ou linga-sharîra [corps-signe] correspond à la synthèse de prânamaya-kosha, manomaya-kosha et vijñâna-kosha ". Kârana-sharîra [corps causal], également appelé "enveloppe de la cause", s'identifie à ânandamaya-kosha, l'enveloppe de la félicité. (...)
Le Védânta reprend cette distribution en "cinq enveloppes" (pañcha-kosha). Celles-ci sont par ordre du plus grossier au plus subtil:
1. annamaya-kosha (enveloppe de nutrition) ou sthûla-sharîra (corps grossier) : le corps physique ; il est constitué de cinq substances (tanmâtra : son, contact, vision, goût, odeur), de cinq éléments (mahâbhûta : éther, air, feu, eau, terre), de trois humeurs (dosha : mucosité, air, bile), de six fluides (dhâtu : chyle, sang, chair, graisse, moelle, semen);
2. prânamaya-kosha (enveloppe d'énergie vitale) : le corps imprégné du prâna ; il est constitué de cinq prâna (prâna pour la vie, vyâna pour la circulation sanguine, samâna sur l'assimilation de la nourriture, apâna pour l'élimination, udâna pour le développement spirituel), cinq prâna mineurs (nâga pour les vomissements, juma pour le sommeil, krikara pour la faim, devadatta pour le bâillement, dhananiaya pour la nutrition), de cinq organes d'activité (karmendriya : langue, mains, pieds, organes d'excrétion, organes de reproduction). Prâna est le souffle vital, le principe de vie. On pense au "corps éthérique" de la tradition occidentale. - Les deux premières enveloppes forment ensemble le "corps matériel", la "base grossière" (sthûlopâdhi);
3. manomaya-kosha (enveloppe de pensée) : le corps pénétré de pensée (manas) ; il est constitué de cinq organes des sens (jñânindriya : ouïe, toucher, vue, goût, odorat);
4. vijñânamaya-kosha (enveloppe d'intellect) : le corps porteur de la connaissance. Vijñâ est la connaissance discriminante;
5. et ânandamaya-kosha (enveloppe de béatitude) ou kârana-sharîra (corps causal) : le corps susceptible de béatitude (ânanda). Ânanda est la béatitude parfaite, la félicité divine, la joie spirituelle ineffable.

### Occident
Aristote dans son traité De l'âme (vers 330 av. J.-C.), sections II et III, distingue trois ou quatre grandes fonctions ou facultés (dynameis) ou formes de l'âme (psyché), qui marquent les étapes d'un développement de l'âme. « L'âme est définie par les facultés motrice, sensitive, dianoétique, et par le mouvement » (De l'âme, II, 2) : âme nutritive (végétative), âme sensitive (perceptive), âme appétitive (motrice), âme pensante (cogitative).
1. La faculté nutritive (to threptikon) est la capacité de nutrition et de croissance ; elle appartient à tous les vivants, plantes et animaux, qui croissent ; elle est groupée avec la faculté générative (génnêtikê), fonction de procréation. Ensemble, ces facultés forment la fonction végétative.
2. La faculté sensitive (to aïsthétikon) et discriminative apparaît chez les seuls animaux, avec les sens (du plus bas au plus haut : le toucher, le goût, l'odorat, l'ouÏe, la vue), la perception du plaisir et de la douleur, le désir, puis - pour l'homme - l'imagination, la mémoire, les rêves et le bon sens (khoïnon aïsthétikon : l'homme sent qu'il sent et discrimine les diverses sensations)
3. La faculté motrice (âme appétitive), intermédiaire entre le désir et l'intellect, fait que les animaux les plus parfaits peuvent se mouvoir pour satisfaire leurs besoins. Aristote la groupe avec la faculté sensitive.
4. La faculté pensante, la raison, l'intellect (noûs), n'appartient qu'à des êtres « comme l'homme et tout être de cette sorte ou supérieur, s'il en existe » (De l'âme, II, 3, 414b18). Sa partie supérieure, l'intellect agent, est immortelle, séparée.

Grégoire de Nysse en 379 (De l'âme et de la résurrection, III) introduira la notion d'âge : l'embryon a une âme végétative, le nouveau-né une âme animale, le jeune dès quatorze ans une âme raisonnable.
Selon la philosophe néoplatonicienne, en particulier chez Jamblique (vers 320) et Proclos, l'être humain a trois constituants : 
1. le corps ;
2. les (ou le) « véhicules » (okêmata), « enveloppes », « tuniques », de nature éthérée (l'éther du ciel), astrale (les « souffles » des « planètes », Soleil, Lune, etc.) ; ce « corps », un ou multiple, s'identifie à l'imagination, créatrice de symboles ;
3. l'âme, qui est pur esprit[6].

- Macrobe, vers 400, reprend la notion de « corps éthéré », « véhicule astral », intermédiaire entre l'âme pure et le corps solide, et constitué en descendant du Ciel pour s'incarner sur Terre à travers les sphères des planètes :

« L'âme parfaitement incorporelle ne se revêt pas tout de suite du limon grossier du corps, mais insensiblement, et par des altérations successives qu'elle éprouve à mesure qu'elle s'éloigne de la substance simple et pure qu'elle habitait, pour s'entourer de la substance des astres, dont elle se grossit. Car, dans chacune des sphères placées au-dessous du ciel des fixes, elle se revêt de plusieurs couches de matière éthérée qui, insensiblement, forment le lien intermédiaire par lequel elle s'unit au corps terrestre ; en sorte qu'elle éprouve autant de dégradations ou de morts qu'elle traverse de sphères » (Commentaire au Songe de Scipion, I, chap. 11).
Marsile Ficin, en 1469, en commentant Platon, entre l'âme et le corps, admet une troisième réalité, l'esprit (spiritus), véhicule de l'âme. Il a la substance d'une vapeur vitale. Il permet le transport céleste des âmes tel que Platon en parle dans le Phèdre.
Henri-Corneille Agrippa de Nettesheim, auteur de la fameuse Philosophie occulte (1510, 1533) semble distinguer le véhicule éthéré de l'âme (aethereum animae vehiculum), l'esprit et la raison (partie individuelle et personnelle de l'âme). Le véhicule n'est pas une partie de l'âme mais une chose aérienne et céleste qui porte l'âme ; par son intermédiaire Dieu diffuse l'âme à partir du milieu du cœur dans toutes les parties du corps. (On pense donc davantage au corps éthérique qu'au corps astral).
Paracelse, à la base, distingue le corps élémentaire (organisme fait de chair et de sang, visible et périssable), le corps sidéral (« corps spirituel » invisible mais périssable, fait de pensée et d'imagination, ayant son origine dans l' astrum, sorte d'Âme du monde, feu subtil), enfin le corps glorieux (esprit immortel, conforme au Saint-Esprit).
Le philosophe platonicien Henry More, dans son traité The Immortality of the Soul (1659) admet la notion de « corps subtil », surtout post mortem :
« Il existe une substance incorporelle et en l'homme, nous l'appelons l'âme. Cette âme humaine subsiste et agit après la mort de son corps, et cela habituellement pour commencer dans un véhicule aérien, comme le font d'autres démons ; dans cet état, elle n'est pas tout à fait soustraite à la destinée : au contraire, elle n'est vraiment parfaite et à l'abri que lorsqu'elle a obtenu un corps éthéré, car elle est alors hors d'atteinte de ce principe mauvais, dont la domination va de pair avec le malheur et la mort. »

### Spiritisme
D'après les spirites, en dehors du corps physique et de son énergie vitale qui disparaissent avec le décès, subsisterait l'Esprit de la personne et son corps subtil de forme humanoïde pour les humains, canidoïde pour les chiens, félinoïde pour les chats, équinoïde pour les chevaux, etc. Ce corps subtil serait constitué d'une énergie plus dense que celle de l'Esprit et conserverait la mémoire du vécu de la personne, de ses vies antérieurs et de certaines de ses émotions, ou traumatismes inconscients. Ce corps jouerait un rôle important sur l'état de bien-être, ou non, de la personne dans l'au-delà. Il serait, de plus, souple et malléable et pourrait prendre l'apparence que souhaiterait l'Esprit, en fonction de ses capacités liées à son niveau d'évolution spirituelle, plus on est évolué spirituellement parlant, plus on aurait de capacités,,.
L'Esprit, lui, serait impalpable et sans forme, rayonnant d'une lumière plus ou moins intense, d'une teinte allant de très sombre à très claire, voire éblouissante pour les « Purs Esprits » selon son degré d'avancement spirituel. La vision par des vivants de cet ensemble « corps subtil / Esprit » pourrait être très nette ou plus flou, allant jusqu'à ressembler à une forme nuageuse, ceci en fonction de la perception plus ou moins clairvoyante de la personne à ce moment. Leurs appellations peuvent alors varier entre « êtres de lumière », « esprits », « fantômes », « entités », « revenants », etc. mais tout ces noms différents, en réalité, ne désigneraient qu'une seule et même chose le « corps subtil / Esprit » d'une personne ou d'un animal. Les spirites ne croient pas à l'existence des démons, des diables ou de satan, mais plutôt à l'existence de très mauvais Esprits humains, qui finiront au fil de leurs réincarnations à évoluer vers le bien, suivant la loi universelle de l'évolution et du progrès,,.
En résumé on a donc :
1. Le corps physique et son énergie vitale, qui disparaissent tous deux avec le décès de la personne ;
2. Le corps subtil humanoïde, appelé « périsprit » qui survit au décès de la personne ;
3. L'esprit humain qui rayonne plus ou moins d'une teinte allant de très sombre à très lumineux, voire éblouissant, en fonction de l'avancement spirituel de la personne[14].

### Théosophie
Helena Blavatsky et la Société Théosophique ont présenté divers schémas du septénaire humain. Voici la dernière version du septénaire théosophiste : 
1. corps physique (sthûla-sharîra) ;
2. corps ou double éthérique (prâna-sharîra) ;
3. corps astral (linga-sharîra) ;
4. corps mental (manas dit inférieur) ;
5. corps causal (manas dit supérieur) ;
6. corps bouddhique (buddhi, "éveil") ;
7. enfin corps âtmique (âtman).

- Rudolf Steiner, ancien théosophe et fondateur de l'anthroposophie, vers 1910, distingue chez l'être humain les sept constituants suivants :

1. corps physique,
2. corps éthérique,
3. corps astral,
4. Moi,
5. Moi spirituel,
6. Esprit de vie,
7. Homme-Esprit[15].

## Idées
Les distinctions et regroupements des divers corps subtils varient selon les écoles, qui pensent par deux (grossier/subtil) ou trois (matériel, psychique, spirituel) ou plus...
Il n'existe pas de preuve de l'existence des corps subtils, seulement les indices indiqués par les adeptes, mis en doute par les matérialistes. Parmi les indices, on peut nommer certaines expériences, par exemple l'expérience de mort imminente (qui séparerait le corps physique du corps astral), l'anesthésie (qui séparerait le corps physique du corps éthérique, vital), le voyage astral, le rêve, l'extase, la transe, la bioluminescence (émission d'un rayonnement lumineux)... D'autre part, il existe des témoignages de mystiques ou de yogi, notamment Shankara, Ramakrishna, Yogânanda.
Quant aux techniques pour mettre en évidence les corps subtils elles sont aussi variées qu'incertaines. Les Anciens croyaient que, dans le sommeil, le rêve sépare les corps subtils du corps physique. Les occultistes et les théosophistes mentionnent l'hypnotisme, les passes magnétiques, pour séparer le corps astral du corps physique.
Les ésotéristes mettent en parallèles les corps subtils et les plans subtils, c'est-à-dire les niveaux du monde invisible. Il y aurait dans le macrocosme, dans le monde, un plan éthérique, comme dans le microcosme, dans l'homme un corps éthérique ; un plan astral, etc.
Selon Omraam Mikhaël Aïvanhov, les émanations des "corps causal, bouddhique et atmique" "forment le corps de gloire dont saint Paul fait mention dans ses Épîtres [I Corinthiens, 15:43]. Le corps de gloire, comme l'aura, est une émanation de l'être humain, mais, alors que l'aura reflète aussi bien les défauts que les qualités de l'homme, le corps de gloire est l'expression de la vie spirituelle la plus intense" ("L'aura", 1960, in "Vous êtes des dieux", Éditions Prosveta, 1997, p. 391). "L'entité qui gouverne le règne animal se trouve dans le plan astral de l'univers, celle qui gouverne le règne végétal se trouve dans le plan mental, et celle qui gouverne le règne minéral se trouve dans le plan causal" (Éléments d'autobiographie, t. I, 2009, p. 343).